# Kazuko Hosoki
Kazuko Hosoki (Tokyo, 4 aprile 1938 – Tokyo, 8 novembre 2021) è stata un'astrologa e personaggio televisivo giapponese.

## Biografia
Ideò la Rokusei Senjutsu modificando i Quattro Pilastri del Destino (una forma di astrologia cinese). Divenne quindi popolarissima con le pubblicazioni sull'argomento e le apparizioni in tv soprattutto negli anni 2000.